# Oliarus linnavuorii
Oliarus linnavuorii är en insektsart som beskrevs av Van Stalle 1987. Oliarus linnavuorii ingår i släktet Oliarus och familjen kilstritar. Inga underarter finns listade i Catalogue of Life.